# Poetry
Poetry (hangul:시; hanja:詩;RR: Si) és una pel·lícula dramàtica de Corea del Sud escrita i dirigida per Lee Chang-dong i estrenada el 2010. Conta la història d'una dona suburbana que als seus seixanta anys comença a desenvolupar un interès per la poesia mentre lluita contra l'Alzheimer i el seu net irresponsable.

## Producció
La idea per a la pel·lícula va tenir el seu origen en un cas real on una petita xiqueta d'un poble petit havia estat violada per una colla de nois adolescents. Quan el director Lee Chang-dong va sentir parlar de l'incident, li va fer impacte, tot i que no havia estat interessat a basar una pel·lícula sobre els esdeveniments reals. Més tard, durant una visita al Japó, Lee va veure un programa televisiu a la seva habitació d'hotel. El programa va ser editat enterament amb relaxants fotografies de la natura, "un riu pacífic, el vol d'uns ocells, pescadors al mar – amb música New Age suau sonant al fons," i una visió per a un possible llargmetratge començà a formar-se. "De cop, em va recordar d'aquell incident horrible, i la paraula 'poesia' i la imatge d'una dona de 60 anys va venir a la meva ment."
Lee va escriure el protagonista concretament per a Yoon Jeong-hee, una estrella important del cinema coreà dels anys 1960 i 1970. Yoon més tard expressà satisfacció amb com el paper diferia d'allò que ella típicament havia interpretat al passat: "Sempre he desitjat mostrar persones amb aspectes diferents i (Lee) em va proporcionar l'oportunitat de fer-ho." Previ a Poesia, Yoon va aparèixer en Manmubang ("Dues Banderes") de 1994. La producció va ser dirigida per 	Pine House Film, fundada el 2005 pel director, amb suport de producció d'UniKorea Cultura & Inversió d'Art.
El rodatge va començar el 25 d'agost de 2009 i va acabar tres mesos més tard a Gyeonggi-do i Gangwon-do.

## Estrena
El 13 de maig de 2010, N.E.W. Poetry va ser estrenada en 194 cinemes coreans del sud amb uns ingressos bruts que corresponen a uns 258.000 dòlars durant el primer cap de setmana. L'1 d'agost de 2010, Box Office Mojo va informar d'uns ingressos totals de 1.301.057$ en el mercat domèstic. La pel·lícula va vendre 220.693 entrades a Corea del Sud.
L'estrena internacional va tenir lloc al Festival de cinema de Canes l'any 2010 el 19 de maig formant part de la competició principal.
El DVD coreà va ser llançat el 23 d'octubre de 2010 i inclou subtítols en anglès. La pel·lícula va ser distribuïda als Estats Units per Kino Internacional.

### Resposta crítica
La pel·lícula té un índex d'aprovació de crítics del 100% amb 59 ressenyes en el lloc Rotten Tomatoes, amb una mitjana de 8,6 sobre 10. A Metacritic, amb 19 ressenyes crítiques, la pel·lícula va tenir una puntuació de 89 sobre 100, categoritzada amb "aclamació universal" Justin Chang va escriure a Variety, "què és notable aquí la manca de sentimentalitat en el paper de Lee. En cap moment Poetry torna a un melodrama de malaltia terminal o un conte de vinculació intergenerational ." Va ser inclòs en la llista de CNN de les deu millors pel·lícules de 2011, i crític de cinema de Chicago Tribune Michael Phillips la destaca com la seva pel·lícula favorita de 2011.
Lee va guanyar el Premi al millor guió al Festival de Canes. Als Grand Bell Awards, Poetry va guanyar els premis a la millor fotografia, millor guió, millor actriu i millor actor secundari. La pel·lícula va rebre premis de l'Associació coreana de Crítics de cinema per la millor fotografia i millor guió.